# Lockout/tagout

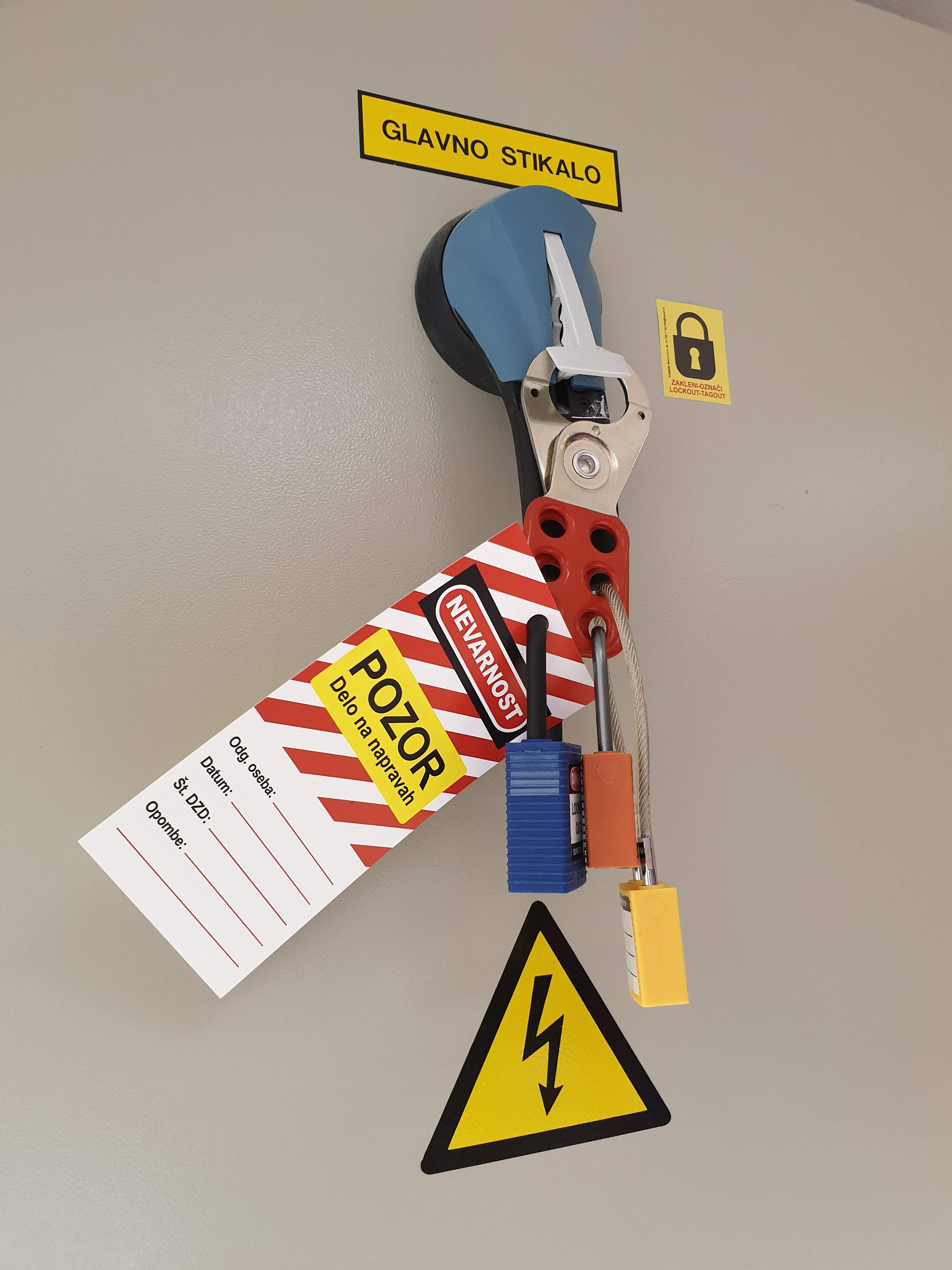
Dispositivi di lockout/tagout applicati ad un'apparecchiatura elettrica.

Con l'espressione lockout/tagout (o lock out/tag out,abbreviato in LOTO) si indica una procedura di sicurezza utilizzata nell'industria e nella ricerca per garantire che le macchine pericolose siano adeguatamente spente e non possano essere riavviate prima del completamento dei lavori di manutenzione o riparazione. Tale procedura richiede che le fonti di energia pericolose siano isolate e rese inoperative prima di iniziare il lavoro sulle apparecchiature in questione. Le sorgenti di alimentazione isolate vengono quindi bloccate attraverso un apposito lucchetto (procedura di lockout), sul quale viene applicata un'etichetta che identifica il lavoratore che l'ha posizionato e i motivi del blocco (procedura di tagout). L'operatore tiene quindi la chiave del lucchetto, assicurandosi che solo lui o lei possa rimuovere il lucchetto e avviare la macchina. Ciò impedisce l'avvio accidentale di una macchina mentre è in uno stato pericoloso o mentre un lavoratore è a diretto contatto con essa.
Tale procedura può essere utilizzata ad esempio per minimizzare il rischio di tagli e amputazioni associati all'uso di affettatrici.

## Tipologie

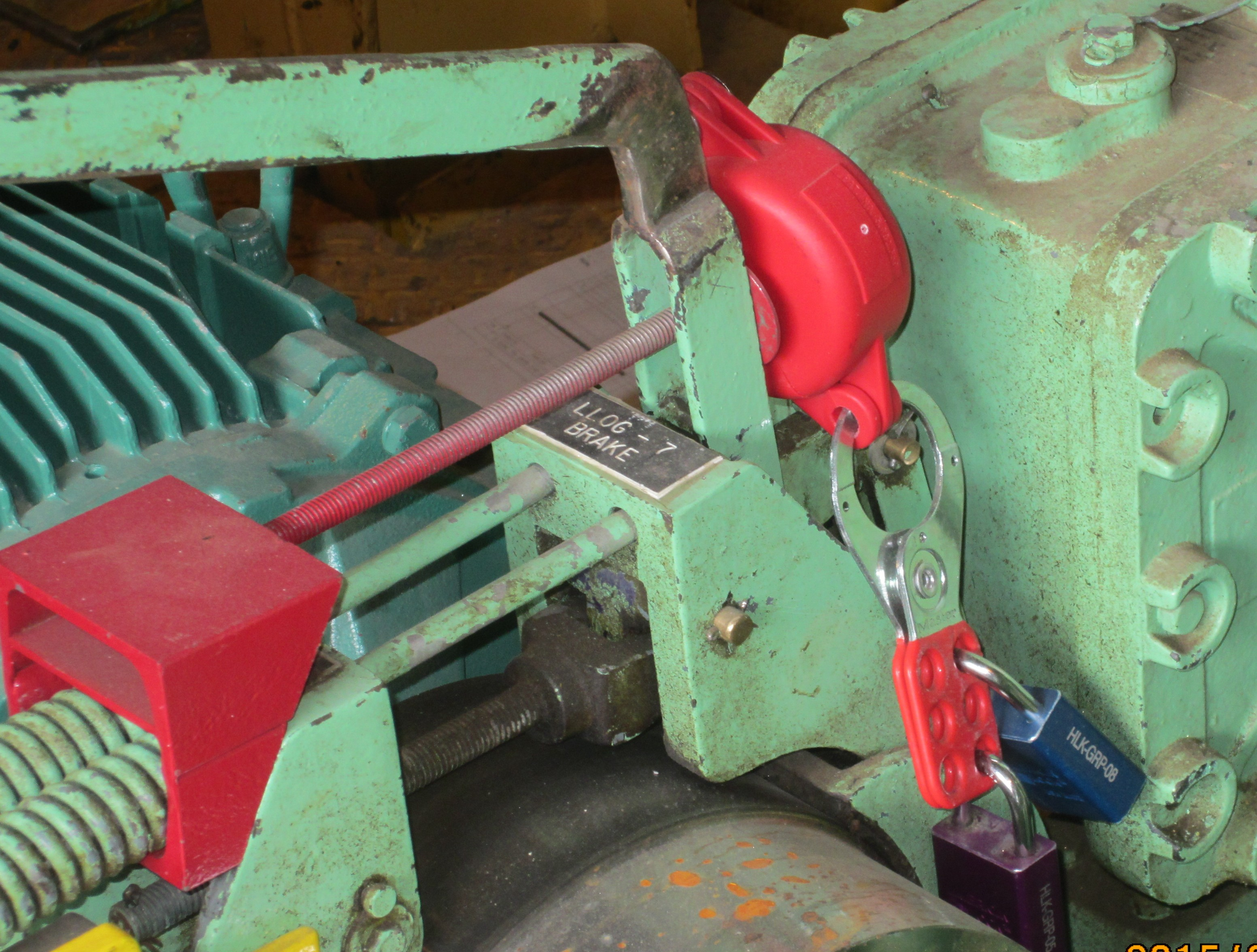
Sistema di lockout/tagout applicato ad un freno di sollevamento.

Esistono diversi tipi e forme di sistemi di lockout/tagout, che si differenziano principalmente a seconda del tipo di comando al quale vanno applicati (ad esempio: leva, pulsante, valvola, ecc.). In tutti i casi il sistema di lockout/tagout è costituito da almeno un dispositivo di lockout, che blocca il comando nella posizione desiderata, e uno o più lucchetti del dispositivo di lockout, sui quali è apposta un'etichetta che identifica l'operatore che ha posizionato il lucchetto e il motivo del blocco. A questi si aggiungono delle targhette con riportate informazioni di sicurezza sull'utilizzo del sistema di lockout/tagout.

### Lockout di gruppo

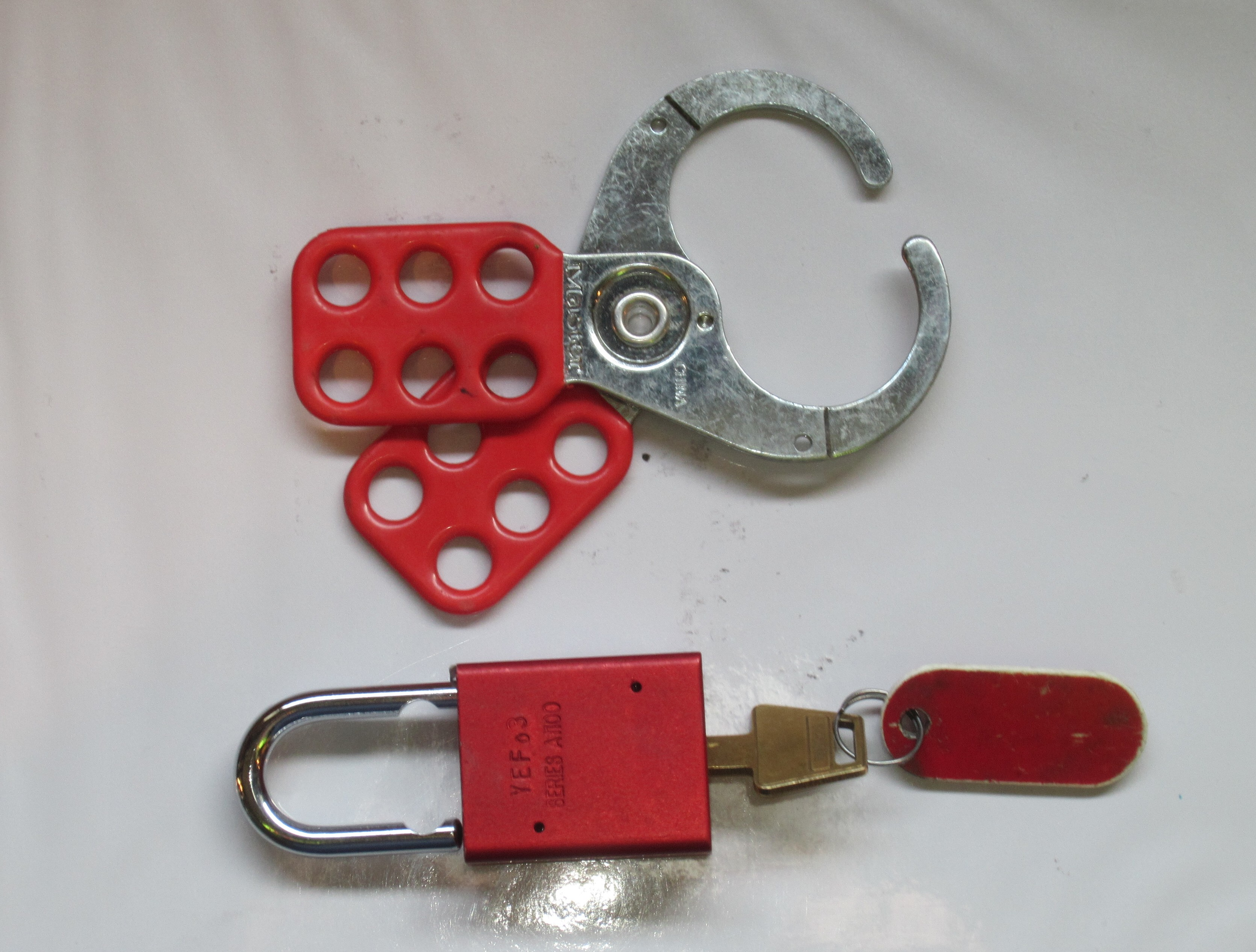
Sistema per lockout/tagout di gruppo (in questo caso possono essere apposti fino a 6 lucchetti sul dispositivo di lockout (in alto).

Quando due o più persone lavorano sulla stessa macchina o su parti diverse di un sistema di macchine, sul dispositivo di lockout devono essere presenti più fori per bloccare il dispositivo: in questa maniera in ciascun foro ciascun lavoratore potrà apporre il proprio lucchetto, e la rimozione del dispositivo di lockout (e il conseguente riavvio della macchina o del sistema di macchine) potrà avvenire solo se tutti i lucchetti verranno rimossi.
Per aumentare il numero di fori disponibili, il dispositivo di lockout può essere provvisto una pinza a forbice pieghevole.
Le chiavi e le serrature devono essere tutte diverse tra loro. Il lucchetto e l'etichetta di una persona devono essere rimossi solo dalla persona che ha posizionato il lucchetto e l'etichetta, a meno che la rimozione non venga eseguita sotto la direzione del datore di lavoro.